# Cristina Gutiérrez
Cristina Gutiérrez Herrero, née à Burgos (Espagne) le 24 juillet 1991, est une dentiste et pilote de rallye-raid espagnole. Elle remporte le Rallye Dakar 2024 en catégorie Challenger sur un buggy Taurus. 
En 2021, elle était la deuxième femme à remporter une étape dans l'histoire du Rallye Dakar après Jutta Kleinschmidt. Elle a participé à la compétition de SUV électrique cross-country, l'Extreme E au sein de l'équipe X44 de Lewis Hamilton.

## Carrière en sports mécaniques
Cristina Gutiérrez a participé à 9 rallyes Dakar de 2017 à 2025, en étant huit fois à l'arrivée. Elle signe son meilleur résultat en carrière au Dakar 2024, remportant l'épreuve en catégorie Challenger sur un buggy Taurus. 
En 2017, elle devient la première femme espagnole à terminer la classique « off-road » dans la catégorie auto.   En 2021, elle concourt dans la catégorie SSV T3 et devient la deuxième femme après Jutta Kleinschmidt en 2005 à remporter une étape du Dakar. Lors de l'édition 2022, avec son copilote François Cazalet, elle finit 3e de la catégorie Prototypes légers (T3) au volant du Prototype Red Bull OT3.
Gutiérrez est également championne de rallye tout-terrain (catégorie féminine) de son pays depuis 2012, et vice-championne dans la même discipline en 2015 après une série de deuxièmes places dans les Bajas espagnoles.
En décembre 2020, elle est annoncée en tant que pilote féminine au sein du Team X44 (en) de Lewis Hamilton en Extreme E, avec Sébastien Loeb. 
En 2021, elle devient la première pilote féminine à remporter un championnat du monde de rallye-raid (catégorie T3). Elle a notamment terminé la dernière étape du Rallye du Kazakhstan (en) avec les vertèbres fracturées.

## Résultats au Rallye Dakar
| Année | Catégorie                | Marque     | Position  | Victoires d'étapes |
| ----- | ------------------------ | ---------- | --------- | ------------------ |
| 2017  | Auto                     | Mitsubishi | 44e       | -                  |
| 2018  | Auto                     | Mitsubishi | 38e       | -                  |
| 2019  | Auto                     | Mitsubishi | 26e       | -                  |
| 2020  | Auto                     | Mitsubishi | 42e       | -                  |
| 2021  | SSV T3                   | Buggy OT3  | Abd.      | 3                  |
| 2022  | Proto léger (Challenger) | Buggy OT3  | 3e        | -                  |
| 2023  | Proto léger (Challenger) | Can-Am     | 4e        | 2                  |
| 2024  | Challenger               | Taurus     | Vainqueur | 1                  |
| 2025  | Auto                     | Dacia      | 41e       | -                  |

## Résultats en Extreme E
| Année | Équipe     | Voiture          | 1       | 2       | 3       | 4       | 5        | 6        | 7        | 8        | 9       | 10      |      | Points |
| ----- | ---------- | ---------------- | ------- | ------- | ------- | ------- | -------- | -------- | -------- | -------- | ------- | ------- | ---- | ------ |
| 2021  | Équipe X44 | Spark Odyssey 21 | DES Q 1 | DES R 3 | OCE Q 1 | OCE R 4 | ARC Q 1  | ARC R 4  | SIL Q 1  | SIL R 5  | JUR Q 1 | JUR R 1 | 2ème | 121    |
| 2022  | Équipe X44 | Spark Odyssey 21 | DES Q 3 | OCE Q 6 | ARC Q 2 | ILE Q 1 | JURE Q 3 |          |          |          |         |         | 1ère | 73     |
| 2023  | Équipe X44 | Spark Odyssey 21 | DES Q 4 | DES R 6 | HYD Q 1 | HYD R 9 | ISL1 Q 8 | ISL1 R 8 | ISL2 Q 9 | ISL2 R 1 | COP Q 3 | COP R 3 | 4ème | 109    |